# Микулинецький деканат УГКЦ
Микулинецький деканат Тернопільсько-Зборівської архієпархії УГКЦ — релігійна структура УГКЦ, що діє на території Тернопільської області України.

## Історія
У структурі УГКЦ XVIII століття парафії теперішнього Микулинецького деканату належали до Теребовлянського деканату Львівської єпархії.
9 грудня 2021 року до деканату увійшли парафії сіл Йосипівка, Струсів, Лучка, Настасів, Мар'янівка, Миролюбівка. Натомість парафія с. Сороцьке було підпорядковане Великобірківському деканату.

## Декани
- о. Євген Влох,
- о. Іван Зозуля — нині[3].

## Парафії деканату
| Парафії                                  | Населені пункти | Парохи                                            | Світлини |
| ---------------------------------------- | --------------- | ------------------------------------------------- | -------- |
| Введення в храм Пресвятої Богородиці     | с. Бернадівка   | о. Андрій Козак                                   |          |
| Святого Миколая                          | с. Воля         | о. Роман Зощук                                    |          |
| Божої Матері Неустанної Помочі           | с. Дворіччя     | о. Михайло Кухарський                             |          |
| Святих верховних апостолів Петра і Павла | смт Дружба      | о. Євген Влох                                     |          |
| Святих апостолів Петра і Павла           | с. Йосипівка    |                                                   |          |
| Святого Миколая                          | с. Струсів      |                                                   |          |
| Святого Йосифа Обручника                 | с. Заздрість    | о. Андрій Козак                                   |          |
| Святого Миколая                          | с. Застіноче    | о. Віталій Мадараш                                |          |
| Різдва Пресвятої Богородиці              | с. Зубів        | о. Віталій Мадараш                                |          |
| Святого апостола Івана Богослова         | с. Конопківка   | о. Михайло Кухарський                             |          |
| Святого Антонія Печерського              | с. Кривки       | о. Євген Влох                                     |          |
| Різдва Пресвятої Богородиці              | с. Ладичин      | о. Роман Зощук                                    |          |
| Введення в храм Пречистої Діви Марії     | с. Лучка        |                                                   |          |
| Пресвятої Трійці                         | смт Микулинці   | о. Євген Влох (парох) Михайло Дацьків (сотрудник) |          |
| Святого Димитрія                         | с. Острівець    | о. Віталій Мадараш                                |          |
| Покрови Пресвятої Богородиці             | с. Різдвяни     | о. Андрій Козак                                   |          |
| Вознесіння Господнього                   | с. Настасів     |                                                   |          |
| Різдва Пресвятої Богородиці              | с. Мар'янівка   |                                                   |          |
| Святого Димитрія Солунського             | с. Миролюбівка  |                                                   |          |